# Teledeporte
Teledeporte (kortweg: tdp) is een Spaanse publieke zender en een themakanaal waarop enkel sportevenementen getoond worden. De zender, waarvan de eerste uitzending op 14 februari 1994 de lucht in ging, is onderdeel van Televisión Española.  
De sportuitzendingen die op tdp te zien zijn, zijn te klein om uitgezonden te worden op de algemene zenders La 1 of La 2. De zender zendt tevens dagelijkse overzichten van gebeurtenissen in de sportwereld uit.

## Geschiedenis
De eerste voorloper van 'Teledeporte' is een sportprogramma op TVE 1 begin jaren 80. De zender zelf begint met uitzenden op 14 februari 1994, bij aanvang van de Olympische Spelen in Lillehammer. Hoewel al eerder de internationale versie van Eurosport (in het Duits of Engels) te ontvangen was in Spanje, is 'Teledeporte' de eerste Spaanse sportzender, nog voor Sportmanía, de Spaanse versie van Eurosport, Canal+ Deporte en Telecinco Sport. 
De zender zond in het begin uit via een van de twee kanalen op Hispasat had toegekend aan de TVE en op enkele kabelnetwerken, 's Avonds vanaf 4 of 5 uur, tot middernacht. In 1997 gaat de zender over naar het betaalde netwerk 'Vía Digital' van Telefónica, en vanaf 2005, als digitale televisie geïntroduceerd wordt, is de zender vrij te ontvangen. 
Programma's van Teledeporte worden gemaakt in Sant Cugat del Vallès, in de provincie Barcelona. 

## Programmering
De programmering bestaat voornamelijk uit rechtstreekse uitzendingen van sportevenementen waarvoor geen plaats is op La 1 en La 2. Hierbij gaat het om live-uitzendingen vanaf de locatie van het evenement en discussies en commentaar in de studio's, in Sant Cugat of in Madrid. Ook maakt de zender zelf magazines over bepaalde sporten, zoals motorsport.
De kijkcijfers lopen in 2012 terug, dit heeft te maken met het feit dat televisierechten voor grote evenementen zoals Roland Garros en het EK voetbal 2012 aan concurrerende zenders zijn verkocht (voornamelijk aan Mediaset España en Canal+).